# F.B.I. contro Al Capone
F.B.I. contro Al Capone (The Scarface Mob) è un film del 1959 diretto da Phil Karlson. È originariamente un episodio della serie televisiva antologica Westinghouse Desilu Playhouse trasmesso in due parti il 20 il 27 aprile 1959. Fu poi distribuito al cinema nel 1962.
È un film di gangster a sfondo poliziesco statunitense con Robert Stack, Keenan Wynn e Barbara Nichols. È basato sul romanzo del 1957  The Untouchables di Eliot Ness e segue le gesta del boss di Chicago Al Capone e la sua cattura da parte dell'FBI.

## Produzione
Il film, diretto da Phil Karlson su una sceneggiatura di Paul Monash e un soggetto di Eliot Ness e Oscar Fraley, fu prodotto da Quinn Martin per la Desilu Productions e girato nei Desilu Studios a Culver City, California.

## Colonna sonora
- Ain't Misbehavin - scritta da Thomas Walter, Harry Brooks e Andy Razaf

## Distribuzione
Il film fu distribuito con il titolo The Scarface Mob negli Stati Uniti nell'agosto del 1962 al cinema dalla Desilu Film Distributing.
Altre distribuzioni:
- nei Paesi Bassi nel 1960
- in Spagna il 30 gennaio 1961 (Cara Cortada)
- in Francia il 3 febbraio 1961 (Les incorruptibles défient Al Capone)
- in Finlandia il 14 aprile 1961 (Poliisi taistelee)
- in Svezia il 13 agosto 1962 (7 omutliga män)
- in Italia (F.B.I. contro Al Capone)
- in Brasile (A Quadrilha de Scarface)
- in Francia (Scarface Gang)
- in Grecia (I F.B.I. enantion tou Capone)
- in Turchia (Damgali yüzler)
- in Germania Ovest (Al Capone kehrt zurück)

## Critica
Secondo Leonard Maltin il film è "piuttosto forte specialmente per gli standard televisivi".